# دومسداي
دومسداي (بالإنجليزية: Doomsday)‏ هو شخصية خيالية شريرة من نشر دي سي كومكس ومخترع شخصية دومسداي هو دان جورغنز. ظهر دومسداي لأول مرة في مجلة سوبرمان: الرجل الفولاذي رقم 17 (نوفمبر 1992).

## صفاته
يصور دومسداي بأنه آلة القتل الطائش بأي مشاعر أو عواطف وراء الكراهية غير مركزة، أيضاً الغضب القاتل والحبور الخبيثة في الدمار.

## ظهوره
يظهر دومسداي في ألعاب الفيديو, التلفزيون والأفلام مثل:
سوبرمان: دوومسدي.
سمولفيل.
إنجاستس: غودز أمونغ أص.
باتمان ضد سوبرمان: فجر العدالة